# شرکت ملی حفاری ایران
شرکت ملی حفاری ایران شرکت خدمات حفاری نفت و گاز ایرانی است، که در سال ۱۳۵۷ به‌عنوان یک شرکت تابعه از شرکت ملی نفت ایران تأسیس شد. این شرکت هم‌اکنون با در اختیار داشتن ۷۴ دستگاه دکل حفاری خشکی و دریایی، ناوگان گسترده‌ای از ماشین‌آلات ترابری و پشتیبانی، دستگاه‌های جانبی حفاری، تجهیزات اسیدکاری، سیمان‌کاری و لوله‌گذاری، بیش از ۹۰٪ از خدمات مورد نیاز حفاری را برای شرکت‌های نفتی ایرانی فراهم می‌کند.
دفتر مرکزی شرکت ملی حفاری ایران در شهر اهواز قرار دارد و تمرکز اصلی آن بر ارائه خدمات حفاری به شرکت ملی مناطق نفت‌خیز جنوب، شرکت نفت فلات قاره ایران، شرکت نفت مناطق مرکزی ایران، شرکت متن و شرکت نفت و گاز پارس معطوف است. هم‌اکنون مهران مکوندی مدیریت این شرکت را برعهده دارد.

## تاریخچه

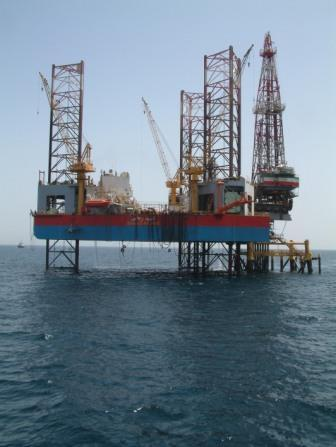
دکل رجایی، متعلق به شرکت ملی حفاری ایران در خلیج فارس

شرکت ملی حفاری ایران در تاریخ ۱ دی ۱۳۵۸ تأسیس شد و فعالیت عملیاتی خود را با استفاده از ۶ دستگاه دکل حفاری آغاز کرد. این شرکت به لحاظ دامنه جغرافیایی، از بزرگترین شرکت‌های خدماتی شرکت ملی نفت ایران به‌شمار می‌رود، که خدمات خود را از حفاری چاه‌های اکتشافی حوزه عملیات شرکت نفت خزر در شمال کشور، تا حفاری میادین گازی تحت مدیریت شرکت نفت مناطق مرکزی ایران، در بخش مرکزی و غرب کشور، تا کلیه خدمات حفاری میادین نفت و گاز متعلق به شرکت ملی مناطق نفت‌خیز جنوب که در جنوب، غرب و جنوب‌غربی ایران مستقر می‌باشند، تا حفاری دریایی میادین نفتی مستقر در خلیج فارس، که مدیریت آن‌ها برعهده شرکت نفت فلات قاره ایران است، عرضه می‌نماید. این شرکت سابقه فعالیت در ۱۰ استان کشور، که امکان استحصال نفت و گاز وجود داشته باشد را دارد. شرکت ملی حفاری ایران هم‌اکنون با افزایش دستگاه‌های حفاری و توسعه خدمات فنی و مهندسی و با بهره‌گیری از بیش از ۱۸  هزار نفر نیروی انسانی، عملیات حفاری و خدمات فنی و مهندسی چاه‌های نفت و گاز را در ایران انجام می‌دهد.

## ساختار سازمانی

### عملیات حفاری
مدیریت عملیات حفاری، یکی از مدیریت‌های مهم و پایه‌ای شرکت ملی حفاری ایران است، که در عمل، وظیفه اصلی انجام حفاری را برعهده دارد و فعالیت خود را از سال ۱۳۵۸ با ۶ دستگاه حفاری آغاز کرد و اکنون دارای ۷۳ دکل حفاری است، که هر گونه عملیات حفاری در خشکی و دریا تا عمق ۶ هزار متر، در سازندهای سخت و پُرفشار را انجام می‌دهند.
ناوگان عملیات حفاری این شرکت، با بکارگیری ۷۰ دستگاه حفاری خشکی و سه دستگاه حفاری دریایی، به دو شاخه تقسیم می‌شود:
- عملیات حفاری خشکی
- عملیات حفاری دریایی

### خدمات فنی
مدیریت خدمات فنی شرکت ملی حفاری ایران، تمامی خدمات فنی و مهندسی؛ از جمله سیمان‌کاری جداره‌ها، اسیدکاری، لوله‌گذاری چاه، نصب آویژه، چاه‌پیمایی و تکمیل چاه، آزمایش و تعیین میزان بهره‌دهی چاه، حفاری با هوا، تزریق نیتروژن، برنامه‌ریزی سرویس صنایع، لوله‌مغزی سیار و حفاری فرو تعادلی را، ارائه می‌دهد.

### خدمات جانبی
مدیریت خدمات جانبی حفاری یا خدمات سیمان، اسید و آزمایش چاه، با هدف ارائه سرویس‌های فنی حفاری، در عملیات سیمان‌کاری، اسیدکاری، لایه‌آزمایی و تزریق نیتروژن تأسیس شده‌است. این بخش از شرکت ملی حفاری ایران، بزرگترین ارائه‌دهنده خدمات فنی حفاری در ایران می‌باشد. ناوگان عملیاتی اداره کل خدمات سیمان، اسید و آزمایش چاه؛ با استفاده از ۷۰ دستگاه پمپ تراک سیمان و اسید، در بخش‌های عملیاتی از واحدهای زیر تشکیل شده‌است:
- واحد عملیات سیمان
- واحد عملیات اسید
- واحد عملیات نیتروژن
- واحد مواد شیمیایی
- تعمیرات و نگهداری ماشین‌آلات و تجهیزات

### امور مهندسی
مدیریت امور مهندسی، با هدف نظارت، راهبری عملیات حفاری و خدمات فنی وابسته، بهره‌برداری از فناوری روز و کسب استانداردهای جهانی در صنعت حفاری، تشکیل شد. مدیریت مهندسی، یکی از کانون‌های مهم صنعت حفاری در بخش مطالعات مهندسی و استراتژیک است. مهندسی و برنامه‌ریزی سیال و سیمان، مهندسی و برنامه‌ریزی عملیات حفاری در خشکی و دریا، مهندسی کالای حفاری، مهندسی و برنامه‌ریزی اسیدکاری چاه‌های نفت و گاز، مهندسی و طراحی آزمایشگاه‌های حفاری، پژوهش و توسعه، همچنین ارائه خدمات رایانه‌ای از طریق این مدیریت سازماندهی می‌شود.

### اکتشاف
مدیریت اکتشاف شرکت ملی حفاری ایران تا سال ۱۳۹۴ تعداد ۱۱۰ حلقه چاه اکتشافی حفاری کرده‌است، که در این بین می‌توان به چاه‌های اکتشافی حفر شده در میدان نفتی پایدار غرب، میدان نفتی دارخوین، میدان نفتی هفتکل، میدان نفتی عسلویه شرقی، میدان گازی گشوی جنوبی، میدان نفتی جفیر، میدان گازی شانول، میدان نفتی رامین، میدان آزادگان و میدان پارس جنوبی اشاره کرد.

## مدیریت ارشد
اعضای اصلی و علی‌البدل (ذخیره یا جایگزین) هیئت مدیره شرکت ملی حفاری ایران از افراد زیر تشکیل شده‌است.
| نام                | جایگاه در هیئت مدیره    | سمت سازمانی                      |
| ------------------ | ----------------------- | -------------------------------- |
| مهران مکوندی       | رئیس هیئت مدیره         | مدیرعامل و رئیس هیئت مدیره       |
| مسعود افشار        | عضو اصلی هیئت مدیره     | معاون مدیرعامل در عملیات حفاری   |
| بابک زنگنه         | عضو اصلی هیئت مدیره     | مدیر برنامه‌ریزی تلفیقی           |
| سعید سلطانی نوروزی | عضو اصلی هیئت مدیره     | مدیر امور مالی                   |
| جهانگیر آسوده      | عضو اصلی هیئت مدیره     | مدیر پروژه‌های حفاری              |
| جهانگیر شجاعی      | عضو علی‌البدل هیئت مدیره | معاون مدیرعامل در امور فنی       |
| محمدعلی بیگ‌زاده    | عضو علی‌البدل هیئت مدیره | مدیر پژوهش، فناوری و مهندسی ساخت |